# Campionati europei di atletica leggera 2022 - Getto del peso maschile
La specialità della Getto del peso maschile dei campionati europei di atletica leggera 2022 si è svolta il 15 agosto all'Olympiastadion di Monaco di Baviera, in Germania.

## Podio
| Pos.    | Atleta           | Nazione   | Misura  | Note                                     |
| ------- | ---------------- | --------- | ------- | ---------------------------------------- |
| Oro     | Filip Mihaljević | Croazia   | 21,88 m | Miglior prestazione personale stagionale |
| Argento | Armin Sinančević | Serbia    | 21,39 m |                                          |
| Bronzo  | Tomáš Staněk     | Rep. Ceca | 21,26 m |                                          |

## Situazione pre-gara

### Record
Prima di questa competizione, il record del mondo (RM), il record europeo (EU) e il record dei campionati (RC) erano i seguenti.
| Record                | Prestazione | Atleta                      | Data                                         | Competizione         |
| --------------------- | ----------- | --------------------------- | -------------------------------------------- | -------------------- |
| Record mondiale       | 23,37 m     | Ryan Crouser Stati Uniti    | 18 giugno 2021 Eugene, Stati Uniti d'America | Trials olimpici 2021 |
| Record europeo        | 23,06 m     | Ulf Timmermann Germania Est | 22 maggio 1988 La Canea, Grecia              | Olimpiadi 1988       |
| Record dei campionati | 22,22 m     | Werner Günthör Svizzera     | 28 agosto 1986 Stoccarda, Germania Ovest     | Europei 1986         |

### Campione in carica
Il campione europeo in carica era prima della manifestazione sportiva:
| Campione | Nazione                | Prestazione | Data                            | Competizione |
| -------- | ---------------------- | ----------- | ------------------------------- | ------------ |
| Europeo  | Michał Haratyk Polonia | 21,72 m     | 7 agosto 2018 Berlino, Germania | Europei 2018 |

### La stagione
Prima di questa gara, gli atleti con le migliori tre prestazioni dell'anno erano:
| Pos. | Nazione                | Prestazione | Data                                    |
| ---- | ---------------------- | ----------- | --------------------------------------- |
| 1    | Zane Weir Italia       | 21,99 m     | 13 marzo 2022 Leiria, Portogallo        |
| 2    | Tomáš Staněk Rep. Ceca | 21,94 m     | 31 luglio 2022 Schifflange, Lussemburgo |
| 3    | Nick Ponzio Italia     | 21,83 m     | 13 marzo 2022 Leiria, Portogallo        |

## Risultati

### Qualificazioni
Le qualificazioni si sono disputate a partire dalle 10:00 del 15 agosto. Accedono alla finale gli atleti di ogni Gruppo che raggiungono la misura di 21,15 m (Q) o almeno le 12 migliori performance (q)

#### Gruppo A
| Pos | Atleta                | Nazionalità   | 1ª prova | 2ª prova | 3ª prova | Risultato | Note |
| --- | --------------------- | ------------- | -------- | -------- | -------- | --------- | ---- |
| 1   | Armin Sinančević      | Serbia        | x        | x        | 21,82 m  | 21,82 m   | Q,   |
| 2   | Tomáš Staněk          | Rep. Ceca     | 21,39 m  | -        | -        | 21,39 m   | Q    |
| 3   | Scott Lincoln         | Gran Bretagna | 20,28 m  | 20,64 m  | 20,36 m  | 20,64 m   | q    |
| 4   | Andrei Toader         | Romania       | 20,12 m  | 20,23 m  | 20,50 m  | 20,50 m   | q    |
| 5   | Nick Ponzio           | Italia        | 20,04 m  | 20,44 m  | 20,38 m  | 20,44 m   | q    |
| 6   | Marcus Thomsen        | Norvegia      | 20,22 m  | 20,32 m  | 20.25 m  | 20,32 m   | q    |
| 7   | Eric Favors           | Irlanda       | 19,34 m  | 19,38 m  | 19,71 m  | 19,71 m   |      |
| 8   | Carlos Tobalina       | Spagna        | 19,12 m  | x        | 19,58 m  | 19,58 m   |      |
| 9   | Giorgi Mujaridze      | Georgia       | x        | 19,36 m  | 19,43 m  | 19,43 m   |      |
| 10  | Sebastiano Bianchetti | Italia        | x        | 19,37 m  | x        | 19,37 m   |      |
| 11  | Jakub Szyszkowski     | Polonia       | 19,19 m  | x        | 19,15 m  | 19,19 m   |      |

#### Gruppo B
| Pos | Atleta            | Nazionalità | 1ª prova | 2ª prova | 3ª prova | Risultato | Note |
| --- | ----------------- | ----------- | -------- | -------- | -------- | --------- | ---- |
| 1   | Konrad Bukowiecki | Polonia     | 18,97 m  | x        | 20,96 m  | 20,96 m   | q    |
| 2   | Michał Haratyk    | Polonia     | 19,90 m  | 20,26 m  | 20,85 m  | 20,85 m   | q    |
| 3   | Filip Mihaljević  | Croazia     | 19,12 m  | 20,00 m  | 20,30 m  | 20,30 m   | q    |
| 4   | Leonardo Fabbri   | Italia      | 19,16 m  | 20,27 m  | -        | 20,27 m   | q    |
| 5   | Asmir Kolašinac   | Serbia      | 19,99 m  | x        | 19,74 m  | 19,99 m   | q    |
| 6   | Simon Bayer       | Germania    | 17,60 m  | 19,82 m  | 19,91 m  | 19,91 m   | q    |
| 7   | Roman Kokoško     | Ucraina     | X        | 19,86 m  | 19,83 m  | 19,86 m   |      |
| 8   | Bob Bertemes      | Lussemburgo | 19,10 m  | x        | 19,77 m  | 19,77 m   |      |
| 9   | Tsanko Arnaudov   | Portogallo  | 19,42 m  | x        | x        | 19,42 m   |      |
| 10  | Alperen Karahan   | Turchia     | 19,25 m  | x        | x        | 19,25 m   |      |
| 11  | Muhamet Ramadani  | Kosovo      | x        | 18,26 m  | 17,77 m  | 18,26 m   |      |

### Finale
La finale si è disputata alle ore 20:58 del 15 agosto.
| Pos     | Atleta            | Nazionalità   | 1ª prova | 2ª prova | 3ª prova | 4ª prova | 5ª prova | 6ª prova | Risultato | Note                                     |
| ------- | ----------------- | ------------- | -------- | -------- | -------- | -------- | -------- | -------- | --------- | ---------------------------------------- |
| Oro     | Filip Mihaljević  | Croazia       | 20,37 m  | 21,05 m  | 21,27 m  | 21,53 m  | 21,04 m  | 21,88 m  | 21,88 m   | Miglior prestazione personale stagionale |
| Argento | Armin Sinančević  | Serbia        | 21,07 m  | x        | 21,24 m  | 20,97 m  | 21,39 m  | 21,32 m  | 21,39 m   |                                          |
| Bronzo  | Tomáš Staněk      | Rep. Ceca     | 20,48 m  | 21,05 m  | 21,26 m  | x        | 20,62 m  | 20,59 m  | 21,26 m   |                                          |
| 4       | Nick Ponzio       | Italia        | 20,55 m  | 20,96 m  | 20,78 m  | 20,55 m  | 20,98 m  | 20,66 m  | 20,98 m   |                                          |
| 5       | Michał Haratyk    | Polonia       | 20,39 m  | x        | x        | 20,85 m  | x        | 20,90 m  | 20,90 m   |                                          |
| 6       | Konrad Bukowiecki | Polonia       | 20,56 m  | 19,30 m  | 19,99 m  | 20,02 m  | 20,74 m  | 20,47 m  | 20,74 m   |                                          |
| 7       | Leonardo Fabbri   | Italia        | x        | 20,01 m  | 19,91 m  | x        | 20,43 m  | 20,72 m  | 20,72 m   | Miglior prestazione personale stagionale |
| 8       | Asmir Kolašinac   | Serbia        | 19,64 m  | 19,65 m  | 19,93 m  | 20,09 m  | 20,14 m  | 20,15 m  | 20,15 m   |                                          |
| 9       | Marcus Thomsen    | Norvegia      | 19,36 m  | 19,91 m  | x        |          |          |          | 19,91 m   |                                          |
| 10      | Scott Lincoln     | Gran Bretagna | 19,81 m  | 19,90 m  | x        |          |          |          | 19,90 m   |                                          |
| 11      | Simon Bayer       | Germania      | 19,58 m  | 19,83 m  | x        |          |          |          | 19,83 m   |                                          |
| 12      | Andrei Toader     | Romania       | x        | 19,15 m  | x        |          |          |          | 19,15 m   |                                          |